# Pénélope à front blanc
Penelope jacucaca
Espèce
Statut de conservation UICN

 VU A2cd+3cd+4cd : Vulnérable
La Pénélope à front blanc (Penelope jacucaca) est une espèce d'oiseau de la famille des Cracidae.

## Répartition
Elle est endémique à la caatinga du nord-est du Brésil.
Elle est menacée par la perte de son habitat et la chasse.